# جزيرة كانفي
جزيرة كانفي (بالإنجليزية: Canvey Island)‏ هي مدينة وأبرشية مدنية وجزيرة مستصلحة في مصب نهر التايمز، بالقرب من ساوثند أون سي، في منطقة كاسل بوينت، في مقاطعة إسكس، إنجلترا. تبلغ مساحتها 7.12 ميل مربع (18.44 كم2) ويبلغ عدد سكانها 38,170 نسمة. يتم فصلها عن البر الرئيسي لجنوب إسيكس بواسطة شبكة من الجداول. تقع فقط فوق مستوى سطح البحر مباشرة، وهي عرضة للفيضانات عند المد والجزر الاستثنائي وكانت مأهولة بالسكان منذ الغزو الروماني لبريطانيا.